# Eleições estaduais em Pernambuco em 1947
As eleições estaduais em Pernambuco em 1947 ocorreram a 19 de janeiro como parte das eleições gerais no Distrito Federal, em 20 estados e nos territórios federais do Acre, Amapá, Rondônia e Roraima. Em todo o país foram eleitos 20 governadores, um terço dos senadores, 19 deputados federais para completar as bancadas na Câmara dos Deputados e 854 deputados estaduais com poderes constituintes. Em Pernambuco foram eleitos o governador Barbosa Lima Sobrinho (cujo substituto seria o presidente da Assembleia Legislativa), o senador Apolônio Sales e cinquenta e cinco deputados estaduais numa disputa favorável ao PSD.
Estava em jogo a sucessão do interventor federal Amaro Gomes Pedrosa no comando do Palácio do Campo das Princesas e para este fim quatro candidatos se apresentaram à sucessão, todavia as circunstâncias da eleição levaram a uma disputa concentrada em Barbosa Lima Sobrinho e Neto Campelo cujo desfecho aconteceu em favor do primeiro após uma decisão do Tribunal Superior Eleitoral em dezembro de 1947 numa guerra de argumentos que adiou a posse do novo governador para 14 de fevereiro de 1948 quando o deputado Otávio Correia fez a transmissão do cargo. Inconformado com a derrota na seara jurídica, Neto Campelo cassou o veredicto, todavia como o mandato do governador se aproximava do fim, ele não efetuou o cumprimento da decisão.
Natural do Recife, o governador Barbosa Lima Sobrinho formou-se em Direito em 1917 pela Universidade Federal de Pernambuco e atuou como promotor de justiça em sua cidade natal dedicando-se ainda ao jornalismo, atividade que manteve após mudar para o Rio de Janeiro em 1921 chegando a redator-chefe do Jornal do Brasil e em 1926 elegeu-se presidente da Associação Brasileira de Imprensa. Correligionário de Agamenon Magalhães, foi eleito deputado federal por Pernambuco antes do Estado Novo e nesse regime presidiu o Instituto do Açúcar e do Álcool. Eleito deputado federal pelo PSD em 1945, atuou na Constituinte de 1946 e dois anos depois venceu a eleição para governador.
O vitorioso na eleição para senador foi Apolônio Sales, engenheiro agrônomo natural de Altinho e formado à Universidade Federal Rural de Pernambuco em 1904. Professor da antiga Escola Superior de Agricultura de São Bento, trabalhou em órgãos de defesa e inspeção animal e vegetal de Pernambuco até assumir a Secretaria de Agricultura no governo Agamenon Magalhães e depois o Ministério da Agricultura a convite do presidente Getúlio Vargas. Eleito senador pelo PSD em 1947, teve participação nas articulações que resultaram na criação da Companhia Hidrelétrica do São Francisco.

## Resultado da eleição para governador
Foram apurados 243.235 votos nominais (98,89%), 1.161 votos em branco (0,47%) e 1.566 votos nulos (0,64%), resultando no comparecimento de 245.962 eleitores.
| Candidato a governador do estado | Candidato a vice-governador | Número | Coligação                             | Votação | Percentual |
| -------------------------------- | --------------------------- | ------ | ------------------------------------- | ------- | ---------- |
| Barbosa Lima Sobrinho PSD        | Não havia -                 | -      | PSD (sem coligação)                   | 91.985  | 37,82%     |
| Neto Campelo UDN                 | Não havia -                 | -      | Coligação Pernambucana (UDN, PDC, PL) | 91.410  | 37,58%     |
| Pelópidas da Silveira ED         | Não havia -                 | -      | PSB (sem coligação)                   | 58.155  | 23,91%     |
| Eurico de Sousa Leão PR          | Não havia -                 | -      | PR (sem coligação)                    | 1.685   | 0,69%      |

## Resultado da eleição para senador
Foram apurados 165.953 votos nominais não havendo informações sobre os votos em branco e nulos.
| Candidatos a senador da República | Primeiro suplente de senador | Número | Coligação                          | Votação | Percentual |
| --------------------------------- | ---------------------------- | ------ | ---------------------------------- | ------- | ---------- |
| Apolônio Sales PSD                | Luiz Alcoforado PSD          | -      | PSD (sem coligação)                | 86.190  | 51,94%     |
| Arruda Câmara PDC                 | Não disponível PSP           | -      | Nome não disponível (UDN, PDC, PL) | 79.763  | 48,06%     |

## Deputados estaduais eleitos
As 55 vagas da Assembleia Legislativa de Pernambuco foram assim distribuídas: PSD vinte e três, Coligação Pernambucana dezoito, PCB nove, PR três, PTB uma, PRP uma.

Representação eleita
  PSD: 23
  UDN: 13
  PCB: 9
  PL: 3
  PR: 3
  PDC: 2
  PTB: 1
  PRP: 1

Fonteː
| Deputados estaduais eleitos         | Partido | Votação | Percentual | Cidade onde nasceu       | Unidade federativa |
| José Domingues da Silva             | UDN     | 3.944   |            | Recife                   | Pernambuco         |
| Heráclio Morais do Rêgo             | PSD     | 3.627   |            | Limoeiro                 | Pernambuco         |
| Nilo Coelho                         | PSD     | 3.369   |            | Petrolina                | Pernambuco         |
| Irineu de Pontes Vieira             | PSD     | 3.296   |            | Caruaru                  | Pernambuco         |
| David Capistrano da Costa           | PCB     | 3.117   |            | Boa Viagem               | Ceará              |
| Pio Genésio Guerra                  | UDN     | 3.044   |            | Umbuzeiro                | Paraíba            |
| Manuel da Santa Cruz Valadares      | UDN     | 2.928   |            | São José do Egito        | Pernambuco         |
| Esmerino Cruz Sampaio               | PSD     | 2.848   |            | São Lourenço da Mata     | Pernambuco         |
| Ruy da Costa Antunes                | PCB     | 2.839   |            | Moreno                   | Pernambuco         |
| Metódio de Godoy Lima               | PSD     | 2.808   |            | Itapetim                 | Pernambuco         |
| Padre Félix Pimentel Barreto        | UDN     | 2.736   |            | Arcoverde                | Pernambuco         |
| Cícero de Souza                     | PL      | 2.700   |            | Vitória de Santo Antão   | Pernambuco         |
| Valdu Cardoso de Aguiar             | PCB     | 2.676   |            | Paudalho                 | Pernambuco         |
| Afonso Ferraz                       | PSD     | 2.675   |            | Floresta                 | Pernambuco         |
| Amaro Francisco de Oliveira         | PCB     | 2.658   |            | Olinda                   | Pernambuco         |
| Antônio Heráclito do Rêgo           | PDC     | 2.635   |            | Limoeiro                 | Pernambuco         |
| Augusto Novaes                      | PL      | 2.552   |            | Escada                   | Pernambuco         |
| Osvaldo Lima Filho                  | PSD     | 2.513   |            | Cabo de Santo Agostinho  | Pernambuco         |
| Lael Feijó Sampaio                  | UDN     | 2.500   |            | Catende                  | Pernambuco         |
| Carlos da Silva Rios                | UDN     | 2.457   |            | Recife                   | Pernambuco         |
| Otávio Correia de Araújo            | PSD     | 2.455   |            | Cabaceiras               | Paraíba            |
| Luís de Magalhães Melo              | PSD     | 2.451   |            | Recife                   | Pernambuco         |
| João Arruda Marinho dos Santos      | PSD     | 2.392   |            | Pesqueira                | Pernambuco         |
| Inácio de Lemos Vasconcelos         | UDN     | 2.385   |            | Serra Talhada            | Pernambuco         |
| Deocleciano Pereira Lima            | UDN     | 2.351   |            | Triunfo                  | Pernambuco         |
| Antônio de Farias Júnior            | PSD     | 2.350   |            | Camaragibe               | Pernambuco         |
| Adalgisa Rodrigues Cavalcanti       | PCB     | 2.305   |            | Canhotinho               | Pernambuco         |
| José Francisco de Melo Cavalcanti   | PSD     | 2.184   |            | Recife                   | Pernambuco         |
| Constantino Carneiro Maranhão       | PL      | 2.182   |            | Moreno                   | Pernambuco         |
| Adalberto Tabosa de Almeida         | UDN     | 2.161   |            | Caruaru                  | Pernambuco         |
| Nelson Barbosa                      | PSD     | 2.094   |            | Surubim                  | Pernambuco         |
| Padre Luiz Wanderley Simões         | PSD     | 2.037   |            | Ouricuri                 | Pernambuco         |
| Décio de Souza Valença              | PSD     | 2.008   |            | São Bento do Una         | Pernambuco         |
| Armando Monteiro Filho              | PSD     | 1.928   |            | Recife                   | Pernambuco         |
| Mário Sarmento Pereira de Lira      | UDN     | 1.920   |            | Goiana                   | Pernambuco         |
| Aderbal Torres de Araújo            | UDN     | 1.919   |            | Jaboatão dos Guararapes  | Pernambuco         |
| Anísio de Arroxelas Galvão Carapeba | PSD     | 1.910   |            | Paulista                 | Pernambuco         |
| João Vieira de Menezes              | PDC     | 1.903   |            | Araripina                | Pernambuco         |
| Severino Mário de Oliveira          | PSD     | 1.841   |            | Palmares                 | Pernambuco         |
| João Teobaldo de Azevedo            | PSD     | 1.835   |            | Carpina                  | Pernambuco         |
| Severino Alves de Sá                | PSD     | 1.828   |            | Salgueiro                | Pernambuco         |
| José Leite Filho                    | PCB     | 1.817   |            | São José do Egito        | Pernambuco         |
| Diomedes Gomes Lopes                | UDN     | 1.798   |            | Iguaracy                 | Pernambuco         |
| Gilberto Osório de Oliveira Andrade | UDN     | 1.763   |            | Ipojuca                  | Pernambuco         |
| Francisco Antônio Leivas Otero      | PCB     | 1.760   |            | Rio Grande               | Rio Grande do Sul  |
| José Gomes de Sá                    | PR      | 1.759   |            | Sousa                    | Paraíba            |
| Eliazar Machado                     | PCB     | 1.757   |            | Recife                   | Pernambuco         |
| Etelvino de Oliveira Pinto          | PCB     | 1.737   |            | Santa Cruz do Capibaribe | Pernambuco         |
| Edson Moury Fernandes               | PR      | 1.722   |            | Recife                   | Pernambuco         |
| Antônio Torres Galvão               | PSD     | 1.604   |            | Goianinha                | Pernambuco         |
| Paulo Germano de Magalhães          | PSD     | 1.574   |            | Recife                   | Pernambuco         |
| Elpídio de Noronha Branco           | PSD     | 1.562   |            | Igarassu                 | Pernambuco         |
| Justino Alves Bezerra               | PR      | 1.342   |            | Gravatá                  | Pernambuco         |
| Lídio Paraíba                       | PRP     | 999     |            | Pesqueira                | Pernambuco         |
| Antônio Lins de Figueiredo          | PTB     | 765     |            | Garanhuns                | Pernambuco         |

## Eleições municipais
O Tribunal Regional Eleitoral de Pernambuco realizou eleições municipais em 26 de outubro de 1947.